# 陳雅彤
陳雅彤（2000年8月31日—）為臺灣女子籃球運動員，場上位置為中鋒，現效力於電信女籃。陳雅彤來自屏東，國中到臺南就讀太子國中，國三替太子拿下校史首座JHBL乙級冠軍，高中加入重組女籃隊的南山高中，高一抱走HBL阻攻后頭銜，大學進入國立臺灣師範大學就讀。

## 外部連結
- 陳雅彤在archive.fiba.com（archived）（英语）
- 陳雅彤在Eurobasket.com（球員）（英语）